# Coppa Volpi per la migliore interpretazione femminile

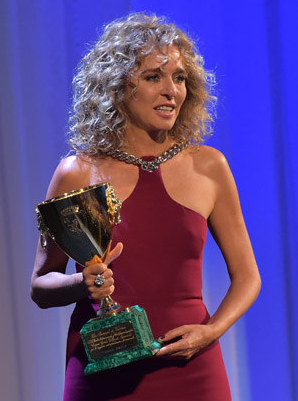
Valeria Golino con la Coppa Volpi vinta per l'interpretazione in Per amor vostro (2015).

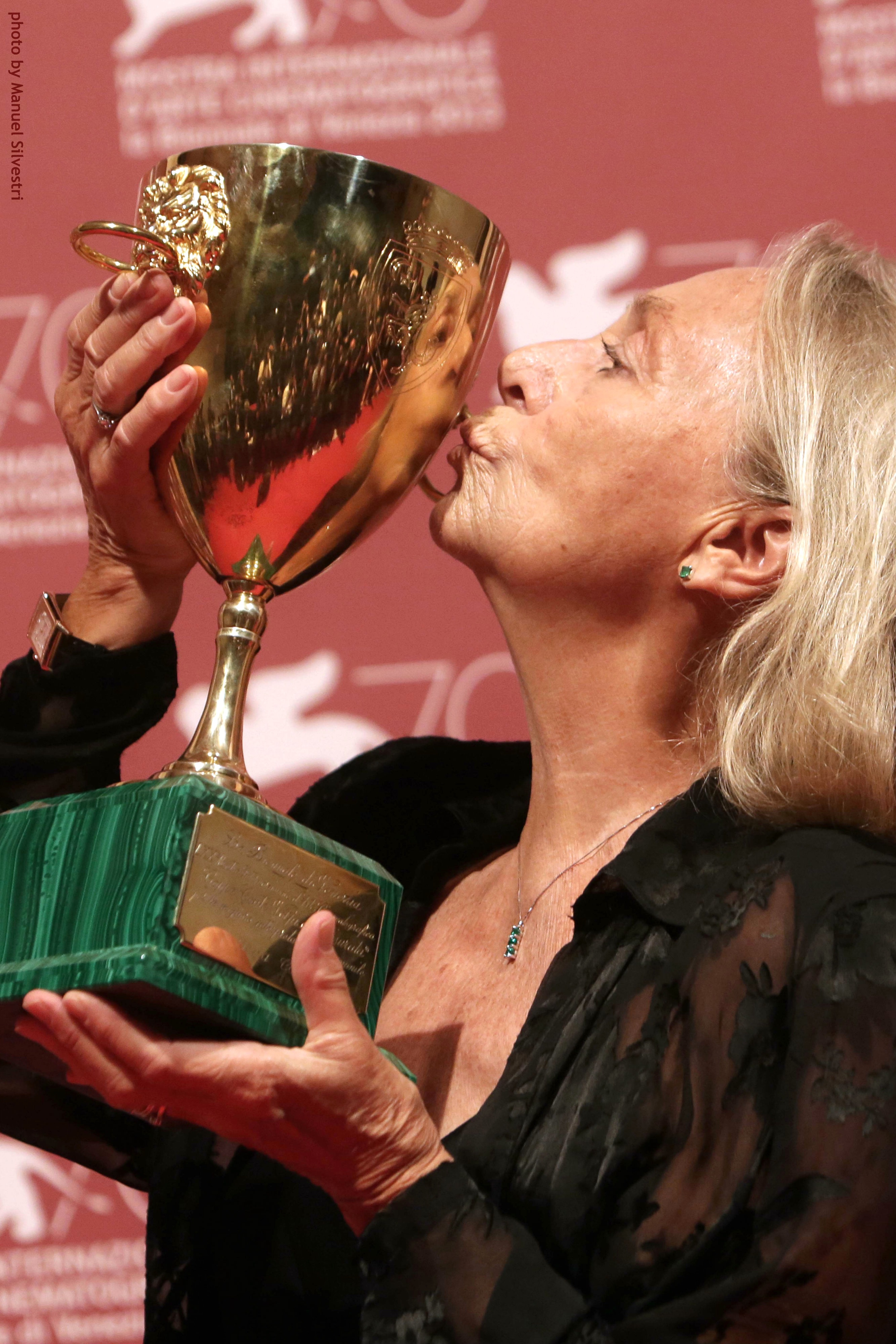
Elena Cotta riceve la Coppa Volpi per la miglior attrice nel film Via Castellana Bandiera alla Mostra del cinema di Venezia del 2013

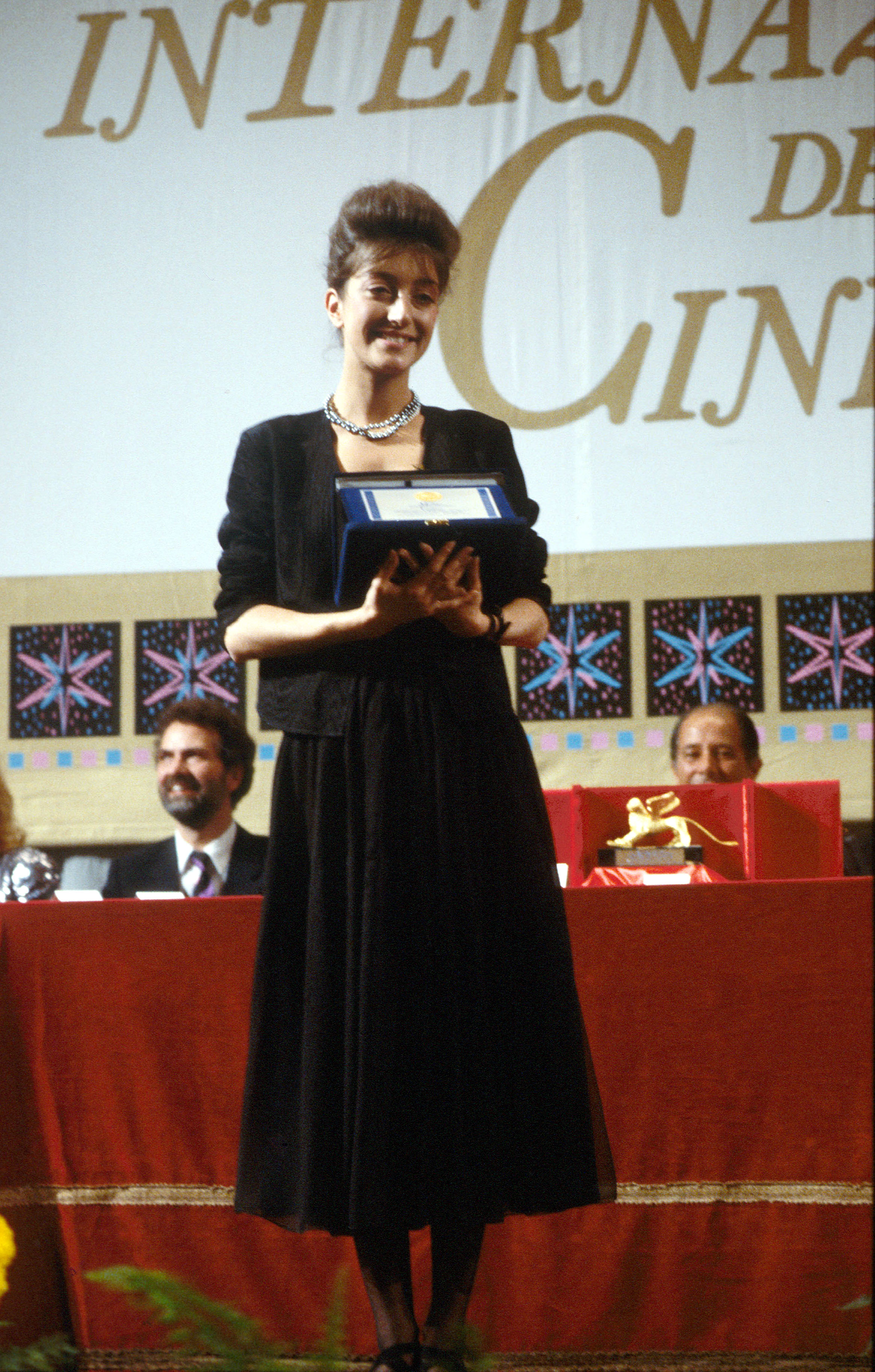
Pascale Ogier riceve la Coppa Volpi per la miglior attrice nel film Le notti della luna piena alla Mostra del cinema di Venezia del 1984.

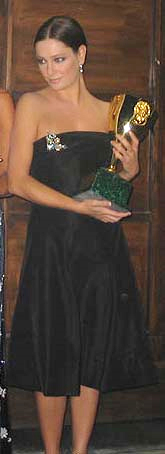
Giovanna Mezzogiorno con la Coppa Volpi vinta per La bestia nel cuore alla Mostra del cinema di Venezia del 2005.

La Coppa Volpi per la miglior interpretazione femminile è un premio della Mostra Internazionale d'Arte Cinematografica di Venezia che viene assegnata in ogni edizione alla migliore attrice.
La prima attrice a vincere il premio è stata Katharine Hepburn per Piccole donne. Shirley MacLaine, Isabelle Huppert, Valeria Golino e Cate Blanchett sono le uniche attrici ad aver vinto due volte il premio: MacLaine per L'appartamento (1960) e Madame Sousatzka (1988); Huppert per Un affare di donne (1988) e Il buio nella mente (1996); Golino per Storia d'amore (1986) e Per amor vostro (2015); Blanchett per Io non sono qui (2007) e Tár (2022).

## Albo d'oro

### Anni 1932-1939
- 1934:  Katharine Hepburn – Piccole donne (Little Women)
- 1935:  Paula Wessely – Episodio (Episode)
- 1936:  Annabella – Vigilia d'armi (Veille d'armes)
- 1937:  Bette Davis – Le cinque schiave (Marked Woman) e L'uomo di bronzo (Kid Galahad)
- 1938:  Norma Shearer – Maria Antonietta (Marie Antoinette)

### Anni 1940-1949
- 1941:  Luise Ullrich – Annelie
- 1942:  Kristina Söderbaum – La città d'oro (Die goldene Stadt)
- 1947:  Anna Magnani – L'onorevole Angelina
- 1948:  Jean Simmons – Amleto (Hamlet)
- 1949:  Olivia de Havilland – La fossa dei serpenti (The Snake Pit)

### Anni 1950-1959
- 1950:  Eleanor Parker – Prima colpa (Caged)
- 1951:  Vivien Leigh – Un tram che si chiama Desiderio (A Streetcar Named Desire)
- 1952:  Ingrid Bergman – Europa '51
  - NOTA: La Coppa Volpi non le venne assegnata nel 1952 perché doppiata (da Lydia Simoneschi) nella versione presentata alla Mostra.[1] Nel 1992 però le venne conferita postuma. A ricevere il premio fu il figlio Roberto Rossellini.[2]
- 1953:  Lilli Palmer – Letto matrimoniale (The Fourposter)
- 1956:  Maria Schell – Gervaise
- 1957:  Dzidra Ritenberga – Mal'va
- 1958:  Sophia Loren – Orchidea nera (The Black Orchid)
- 1959:  Madeleine Robinson – A doppia mandata (À double tour)

### Anni 1960-1969
- 1960:  Shirley MacLaine – L'appartamento (The Apartment)
- 1961:  Suzanne Flon – Non uccidere (Tu ne tueras point)
- 1962:  Emmanuelle Riva – Il delitto di Thérèse Desqueyroux (Thérèse Desqueyroux)
- 1963:  Delphine Seyrig – Muriel, il tempo di un ritorno (Muriel, ou le Temps d'un retour)
- 1964:  Harriet Andersson – Amare (Att älska)
- 1965:  Annie Girardot – Tre camere a Manhattan (Trois chambres à Manhattan)
- 1966:  Natal'ja Arinbasarova – Il primo maestro (Pervyj učitel')
- 1967:  Shirley Knight – Intolleranza: il treno fantasma (Dutchman)
- 1968:  Laura Betti – Teorema

### Anni 1980-1989
- 1983:  Darling Legitimus – Via delle capanne negre (Rue Cases Nègres)
- 1984:  Pascale Ogier – Le notti della luna piena (Le Nuits de la plein lune)
- 1986:  Valeria Golino – Storia d'amore
- 1987:  Kang Soo-yeon – Ssibaj-i
- 1988:
  -  Isabelle Huppert – Un affare di donne (Une affaire de femmes)
  -  Shirley MacLaine – Madame Sousatzka
- 1989:  Peggy Ashcroft e Geraldine James – È stata via (She's Been Away)

### Anni 1990-1999
- 1990:  Gloria Munchmeyer – La luna en el espejo
- 1991:  Tilda Swinton – Edoardo II (Edward II)
- 1992:  Gong Li – La storia di Qiu Ju (Qiū Jú dǎ guānsī)
- 1993:  Juliette Binoche – Tre colori - Film blu (Trois Couleurs: Bleu)
- 1994:  Maria de Medeiros – Três irmãos
- 1995:  Sandrine Bonnaire e Isabelle Huppert – Il buio nella mente (La Cérémonie)
- 1996:  Victoire Thivisol – Ponette
- 1997:  Robin Tunney – Niagara, Niagara
- 1998:  Catherine Deneuve – Place Vendôme
- 1999:  Nathalie Baye – Una relazione privata (Une liaison pornographique)

### Anni 2000-2009
- 2000:  Rose Byrne – La dea del '67 (The Goddess of 1967)
- 2001:  Sandra Ceccarelli – Luce dei miei occhi
- 2002:  Julianne Moore – Lontano dal paradiso (Far from Heaven)
- 2003:  Katja Riemann – Rosenstrasse
- 2004:  Imelda Staunton – Il segreto di Vera Drake (Vera Drake)
- 2005:  Giovanna Mezzogiorno – La bestia nel cuore
- 2006:  Helen Mirren – The Queen - La regina (The Queen)
- 2007:  Cate Blanchett – Io non sono qui (I'm Not There)
- 2008:  Dominique Blanc – L'Autre
- 2009:  Ksenija Rappoport – La doppia ora

### Anni 2010-2019
- 2010:  Ariane Labed – Attenberg
- 2011:  Deannie Ip – A Simple Life (Táo jiě)
- 2012:  Hadas Yaron – La sposa promessa (Lemale ʾet-haḥalal)
- 2013:  Elena Cotta – Via Castellana Bandiera
- 2014:  Alba Rohrwacher – Hungry Hearts
- 2015:  Valeria Golino – Per amor vostro
- 2016:  Emma Stone – La La Land
- 2017:  Charlotte Rampling – Hannah
- 2018:  Olivia Colman – La favorita (The Favourite)
- 2019:  Ariane Ascaride – Gloria Mundi

### Anni 2020-2029
- 2020:  Vanessa Kirby – Pieces of a Woman
- 2021:  Penélope Cruz – Madres paralelas
- 2022:  Cate Blanchett – Tár
- 2023:  Cailee Spaeny – Priscilla
- 2024:  Nicole Kidman – Babygirl

## Vincitrici per Paese d'origine
Aggiornato alla 81ª edizione (2024):
| Francia       | 18 |
| Stati Uniti   | 12 |
| Regno Unito   | 10 |
| Italia        | 9  |
| Australia     | 4  |
| Austria       | 3  |
| Svezia        | 3  |
| Germania      | 2  |
| Russia        | 2  |
| Cile          | 1  |
| Cina          | 1  |
| Corea del Sud | 1  |
| Hong Kong     | 1  |
| Lettonia      | 1  |
| Israele       | 1  |
| Portogallo    | 1  |
| Spagna        | 1  |